# 天草市立浅海小学校
天草市立浅海小学校（あまくさしりつ あさみしょうがっこう）は、かつて熊本県天草市深海町に存在した小学校。

## 沿革
- 1895年（明治28年）- 天草郡深海小学校浅海分校設置
- 1947年（昭和22年）- 深海村立深海小学校浅海分校と改称
- 1954年（昭和29年）- 牛深市立深海小学校浅海分校と改称
- 1966年（昭和41年）- 深海小学校から独立し牛深市立浅海小学校となる。
- 2006年（平成18年）
  - 3月27日 - 天草市立浅海小学校と改称。
  - 3月31日 - 天草市立深海小学校へ統合。

## 学校周辺
- 熊本県道26号本渡牛深線
- 浅海湾